# Spartothamnella
Spartothamnella là một chi thực vật có hoa trong họ Hoa môi (Lamiaceae).

## Loài
Chi Spartothamnella gồm các loài: